# عمر فاروق بابو
عمر فاروق بابو (بنگالی: ওমর ফারুক বাবু؛ زادهٔ ۵ اوت ۱۹۹۴) بازیکن فوتبال اهل بنگلادش است.
وی همچنین در تیم‌های ملی فوتبال زیر ۲۳ سال بنگلادش و بنگلادش بازی کرده است.